# Barcs Sándor
Barcs Sándor, születési nevén Bartsch Sándor Ernő Géza (Szeged, 1912. november 10. – Budapest, 2010. január 7.) magyar nemzetközi labdarúgó-sporttisztviselő, újságíró, politikus.

## Életpályája
Bartsch Sándor Pál állami felsőkereskedelmi iskolai tanár és Wack Margit Friderika fiaként született. 1933–1937 között a József Nádor Műszaki és Gazdaságtudományi Egyetem mezőgazdasági szakán tanult. A Független Kisgazda Pártba (FKGP) 1943-ban lépett be, és 1949-ig volt tagja. 1944-ben a Gestapo letartóztatta. A második világháború után a FKGP (1948–1949) alelnöke. 1950–1980 között a Magyar Távirati Iroda vezérigazgatója volt. 1948–1950 között a Magyar Rádió elnöke. 1947–1990 között (43 éven át) országgyűlési képviselő volt. 1953–1975 között, valamint 1980–1989 között az Elnöki Tanács tagja volt.
Népi ülnök a Rajk László és társai elleni koncepciós perben. 1966–1990 között az Interparlamentáris Unió magyar csoportjának elnöke, egyben az Interparlamentáris Unió Tanácsának tagja. 1965–1974 között a Magyar Újságírók Országos Szövetsége (MÚOSZ) elnöke.

## Sportpályafutása

### Labdarúgó-játékosként
1925–1955 között igazolt labdarúgó volt Nagyváradon, majd Budapesten, kisebb csapatokban.

### Sportvezetőként
1945-ben a Legfelső Ötös Sporttanács tagja lett. 1947–1948-ban a Magyar Olimpiai Bizottság elnöke. 1948–1950 között a Magyar Labdarúgó-szövetség (MLSZ) alelnöke, 1950–1963 között elnöke volt. 1958-ban és 1960-ban a Magyar Testnevelési és Sport Tanács (MTST) elnökségi tagjának nevezték ki. 1963-tól az MLSZ elnökségének tagja volt. Ő javasolta az Európai Labdarúgó-szövetségnek a Kupagyőztesek Európa-kupája (KEK) megszervezését. Előbb a KEK szervező bizottságának, majd 1962-től az UEFA végrehajtó bizottságának tagja, az európai válogatott csapat felelőse volt. 1963 decemberétől a Magyar Testnevelési és Sportszövetség országos tanácsának tagja lett. Több technikai tanfolyamot vezetett. 1966-tól az UEFA alelnöke, 1970-től első alelnöke, majd Gustav Wiederkehr elnök halála után, 1972–1973 között megbízott elnöke volt. Artemio Franchi (Olaszország) megválasztott elnöknek adta át vezetői pozícióját. Ekkor megválasztották a Nemzetközi Labdarúgó-szövetség (FIFA) alelnökévé, s világbajnokság szervező bizottság szűkebb vezetőségének tagja valamint négy éven keresztül a Játékvezető Bizottság elnöke lett. Az UEFA-ban 1978-ig dolgozott.

## Írásai
1929-től jelentek meg írásai. 1939–1944 között az Újság című lap munkatársa, közben 1933–1938 között a Nemzeti Sport hasábjain is jelentek meg írásai, főiskolai rovatvezető. 1940-ben az Újságban cikksorozatokat írt a fasiszta sporthatóságoktól üldözött MTK érdekében, segítette az egyesületet politikai harcában. 1945 után a Szabadság című lap szerkesztője, a Magyar Távirati Iroda felelős szerkesztője (1945–1946). Folyamatosan jelennek meg írásai a Népszavában, a Magyar Hírlapban.

## Könyvei
- Diadal Helsinkiben (1952)
- A magyar csapattal Chilében (1962)
- A modern olimpiák regénye (1964) – angolul is
- A modern olimpiák regénye; 2. bővített kiadás; Sport, Budapest, 1968
- A földgolyóról jelentem (1969)

## Díjai, elismerései
- Magyar Szabadság érdemrend ezüst fokozat (1946)[5]
- Kossuth-érdemrend (harmadik osztály) (1948)
- Magyar Népköztársasági Sportérdemérem arany fokozat (1960)[6]
- Munka Érdemrend (1962)[7]
- Rózsa Ferenc-díj (1971)
- Ausztria Nagy Ezüst Érdemrendje (1979)
- az UEFA örökös tiszteletbeli tagja (1980)
- A Magyar Népköztársaság Zászlórendje (1980)
- Az MLSZ tiszteletbeli elnöke (1990)
- Az MTI örökös tudósítója (2003)
- Az MTI aranygyűrűje (2003)
- Az MLSZ és a Játékvezető Testület közötti harmonikus kapcsolat kialakításáért az MLSZ elnökeként a Játékvezető Testület díszveretét kapta.